# 石井徹哉
石井 徹哉（いしい てつや、1961年6月9日 - ）は、日本の法学者。明治大学教授。専門は刑法。曽根威彦門下。「刑法における主観的帰属の原理と構造」、「情報ネットワークにおける刑事的規制」を研究テーマとしている。

## 略歴
- 1985年3月　早稲田大学法学部卒業
- 1993年3月　早稲田大学大学院法学研究科博士後期課程満期退学
- 1993年4月　日本学術振興会特別研究員（PD）
- 神奈川大学短期大学部講師
- 法政大学講師
- 2002年4月　奈良産業大学法学部助教授
- 2004年4月　千葉大学法経学部助教授
- 2006年12月　千葉大学法経学部教授
- 2008年4月　千葉大学大学院人文社会科学研究科教授
- 2024年4月　明治大学法学部法律学科教授　同大学院法学研究科公法学専攻教授

## 著書・論文等
- 「いわゆる早すぎた構成要件の実現について」（奈良法学会誌第15巻1・2号1頁、2004年）
- 「故意責任の再構成」（刑法雑誌第43巻2号220頁、2004年）
- 「不正アクセス禁止法の意義と限界」（千葉大学法学論集第19巻3号1頁、2004年）
- 「Winny事件の刑法上の論点」（千葉大学法学論集第19巻4号134頁、2005年）
- 「行為と責任の同時存在の原則」（刑法雑誌45巻2号242頁、2006年）
- 「アクセスプロバイダの刑事責任（1）」（千葉大学法学論集20巻4号33頁以下、2006年）
- Criminal Regulation of Anti-forensic tools in Japan, M. Olivier, S. Shenoi, Advances in Digital Forensics II（Springer、2006）

## 所属学会・その他の社会的活動
- 刑法学会、情報ネットワーク法学会（副理事長）、情報処理学会、情報通信学会、デジタルフォレンジック研究会（理事）
- a member of IFIP WG11.9(DIgital Forensics)
- NTTコミュニケーションズ（株）インターネット法制度研究会委員